# Les Blank
Les Blank (27 de noviembre de 1935 - 7 de abril de 2013) fue un director de cine documental estadounidense.

## Biografía
Blank asistió a la Universidad de Tulane en Nueva Orleans, donde recibió un BA en literatura Inglesa y un M.F.A. en teatro. También estudió comunicaciones en la Universidad del Sur de California. Después de su educación universitaria, fundó su propia productora, Flower Films, y la mayoría de sus películas, desde entonces, se han producido de manera independiente, a menudo con la ayuda de subvenciones de organismos culturales, tanto gubernamentales como no gubernamentales.
La mayoría de sus películas se centraron en las formas musicales tradicionales de Estados Unidos, incluyendo (entre otros) el blues, los Apalaches, cajun, criolla, Tex-Mex, polca, tamburicers y músicas hawaianas. Muchas de estas películas representan los únicos documentos filmados de músicos que están ya fallecidos.
Las películas de Blank, se centran en temas musicales, a menudo pasó gran parte de su tiempo en función de centrarse no solo en la música en sí, sino en el contexto cultural de la música, interpretando el entorno de estas músicas que vienen de raíces norteamericana.
Blank vivió en Berkeley Hills. Su compañía, Flower Films, se encuentra en El Cerrito, Contra Costa County, California. Blank murió de cáncer de vejiga en su casa de Berkeley Hills el 7 de abril de 2013.

## Legado
Dos meses antes de la muerte de Blank, el Hot Docs Canadian International Documentary Festival anunció que había aceptado que Blank recibiera su Premio a la Sobresaliente Trayectoria 2013, junto con una retrospectiva de su obra en el festival, que se celebrará el 25 de abril al 5 de mayo de 2013.

## Filmografía
- 1960 - Running Around Like A Chicken With Its Head Cut Off
- 1960–1985 - Six Short Films of Les Blank
- 1961, 1962 - Strike! & And Freedom Came!?
- 1965 - Dizzy Gillespie
- 1967 - Christopher Tree
- 1968 - God Respects Us When We Work, But Loves Us When We Dance
- 1969 - The Arch
- 1969 - The Sun's Gonna Shine
- 1969 or 1970 - The Blues Accordin' to Lightnin' Hopkins
- 1970 - Chicken Real
- 1971 - Spend It All
- 1971 - A Well Spent Life
- 1973 - Dry Wood
- 1973 - Hot Pepper
- 1974 - A Poem Is A Naked Person
- 1976 - Chulas Fronteras
- 1978 - Always for Pleasure
- 1979 - Del Mero Corazón
- 1979 or 1980 - Werner Herzog Eats His Shoe
- 1980 - Garlic Is as Good as Ten Mothers
- 1982 - Burden of Dreams
- 1983 - Sprout Wings and Fly
- 1984 - In Heaven There Is No Beer?
- 1985 - Cigarette Blues
- 1985 - Sworn to the Drum: A Tribute to Francisco Aguabella
- 1986 - Huey Lewis And The News: Be-Fore!
- 1987 - Gap-Toothed Women
- 1987 - Ziveli! Medicine for the Heart
- 1988 - A Blank Buffet
- 1988 - Ry Cooder And The Moula Banda Rhythm Aces
- 1989 - The Best of Blank
- 1989 - J'ai Été Au Bal / I Went to the Dance
- 1990 - Yum, Yum, Yum! A Taste of Cajun and Creole Cooking
- 1991 - Innocents Abroad
- 1991 - Julie: Old Time Tales of the Blue Ridge
- 1991 - Marc & Ann
- 1991 - Puamana
- 1994 - The Maestro: King of the Cowboy Artists
- 1994 - My Old Fiddle: A Visit with Tommy Jarrell in the Blue Ridge
- 1994 - Roots of Rhythm
- 2007 - All In This Tea (co-directed with Gina Leibrecht)